# مجید عباسی (کارگردان)
مجید عباسی (زاده ۱۳۵۱) فیلم‌ساز، کارگردان و تهیه‌کننده
ایرانی است.

## زندگی‌نامه
مجید عباسی متولد یکم اردیبهشت سال ۱۳۵۱ خورشیدی در تهران است .
او فارغ التحصیل رشته هنر از  هنرستان هنرهای زیبای تهران  و دانش آموخته رشته فیلمسازی از دانشکده جهاد دانشگاهی تهران است .  
وی فعالیت خود را با تلویزیون از سال ۱۳۷۲ آغاز کرد.
مجید عباسی اولین اثر سینمایی خود را در سمت تهیه‌کنندگی در سینمای ایران در سال ۱۳۹۴ با فیلم سینمایی حورا تجربه کرد.
این فیلم علاوه بر نمایش داخلی از سوی بنیاد سینمایی فارابی در بازار فیلم برلین در سال ۲۰۱۶ میلادی عرضه شد. این فیلم در جشنواره فیلم آل لایتز جایزه نتیک و جشنواره بین المللی فیل طلایی برنده جایزه بهترین فیلم شد.
دو لکه ابر به کارگردانی مهرشاد کارخانی دومین اثر سینمایی مجید عباسی در جایگاه تهیه‌کننده بود که در سال ۱۳۹۶ در گروه هنر و تجربه به نمایش در آمد. این فیلم پیش و پس از اکران به دلیل موضوع و تعویق در نوبت اکران حواشی در بر داشت .  
در سال ۱۳۹۸ فیلم سرخ آبی به تهیه کنندگی مجید عباسی در جشنواره بین المللی فیلمهای کودکان و نوجوانان اصفهان برنده جایزه دیپلم افتخار بهترین فیلم را دریافت کرد .  
مجید عباسی از سال ۱۳۸۷ تا ۱۳۹۳ سمت سردبیری ماهنامه سینمایی فرهنگ و هنر را به عهده داشته است.  
وی همچنین از سال ۱۳۷۷ تا کنون مدیر عامل موسسه سینمایی تکنما تصویر بوده است.

## حواشی
در تاریخ ۲۶ مرداد ۱۳۹۶ در پی عدم اکران فیلم دو لکه ابر با وجود صدور پروانه نمایش سینمایی برای این فیلم مجید عباسی تهیه‌کننده این اثر طی نامه ای سر گشاده به مسئولان سینمایی کشور به وجود تبعیض سیستماتیک در اکران فیلم‌های مستقل اعتراض کرد که انتشار این نامه بازتاب گسترده‌ای در رسانه‌های داخلی و خارجی داشت.

## سینما
| سال  | عنوان      | نقش       | کارگردان         |
| ---- | ---------- | --------- | ---------------- |
| ۱۳۹۶ | حورا       | تهیه‌کننده | غلام‌رضا ساغرچیان |
| ۱۳۹۴ | دو لکه ابر | تهیه‌کننده | مهرشاد کارخانی   |

## تلویزیون
| سال  | عنوان                  | نقش                   | پخش                     |
| ---- | ---------------------- | --------------------- | ----------------------- |
| ۱۴۰۲ | سریال نیم‌بند           | تهیه‌کننده (مشترک)     | شبکه نسیم               |
| ۱۴۰۱ | مجموعه چراغانی         | کارگردان              | شبکه سه                 |
| ۱۴۰۰ | سریال دست‌انداز         | تهیه‌کننده (مشترک)     | شبکه نسیم               |
| ۱۳۹۸ | مجموعه ساعت شنی۲       | تهیه‌کننده و کارگردان  | شبکه پنج                |
| ۱۳۹۶ | مجموعه ساعت شنی        | کارگردان              | شبکه پنج                |
| ۱۳۹۵ | تله فیلم زندگی گمشده   | تهیه کننده            | شبکه یک                 |
| ۱۳۹۴ | تله‌فیلم املاکی‌ها       | تهیه‌کننده             | رسانه خانگی             |
| ۱۳۹۳ | تله‌فیلم آقای مدیر      | تهیه‌کننده             | شبکه یک                 |
| ۱۳۹۲ | تله‌فیلم گاهی پیش می‌آید | تهیه‌کننده             | آی‌فیلم                  |
| ۱۳۹۱ | فیلم آقای هنرپیشه      | تهیه‌کننده             | مرکز گسترش سینمای تجربی |
| ۱۳۹۰ | سریال عمارت پدری       | تهیه‌کننده             | آی‌فیلم                  |
| ۱۳۹۰ | فیلم هشتمین روز هفته   | تهیه‌کننده             | مرکز گسترش سینمای تجربی |
| ۱۳۸۹ | سریال دفتر مشق         | تهیه کننده            |                         |
| ۱۳۸۸ | سریال ستاره های سربی   | مجری طرح              | شبکه دو                 |
| ۱۳۸۸ | تله فیلم گروگان        | تهیه کننده            | شبکه دو                 |
| ۱۳۸۶ | مجموعه تا انتها حضور   | تهیه کننده و کارگردان | شبکه دو                 |
| ۱۳۸۵ | سریال پنج دقیقه تا مرز | تهیه کننده            | شبکه دو                 |
| ۱۳۸۴ | فرصت عاشقی             | کارگردان              |                         |
| ۱۳۸۳ | جاده های خاکستری       | تهیه کننده            | شبکه یک                 |
| ۱۳۸۲ | سریال شهر باران        | تهیه کننده            | شبکه دو                 |
| ۱۳۸۲ | مجموعه طلیعه           | تهیه کننده            | شبکه دو                 |
| ۱۳۸۱ | مجموعه خانه مهر        | کارگردان هنری         | شبکه سه                 |
| ۱۳۸۰ | سریال ارمغان بهشت      | کارگردان              | شبکه سه                 |
| ۱۳۸۰ | سریال برگه‌های سفید     | مجری طرح              | شبکه یک                 |
| ۱۳۷۹ | سریال یلدای قدر        | مجری طرح              | شبکه دو                 |
| ۱۳۷۵ | مجموعه نگارستان        | کارگردان              | شبکه یک                 |
| ۱۳۷۳ | مجموعه شمیم سحر        | کارگردان              | شبکه یک                 |

## فیلم کوتاه
| سال  | عنوان       | نقش       | پخش     |
| ---- | ----------- | --------- | ------- |
| ۱۳۹۸ | آقای بازپرس | تهیه‌کننده |         |
| ۱۳۹۸ | سرخ آبی     | تهیه‌کننده |         |
| ۱۳۸۹ | گردنبند     | تهیه‌کننده | شبکه دو |
| ۱۳۸۸ | هویت        | تهیه‌کننده |         |
| ۱۳۸۷ | سی دی       | تهیه‌کننده | شبکه دو |